# Higos de Argelia

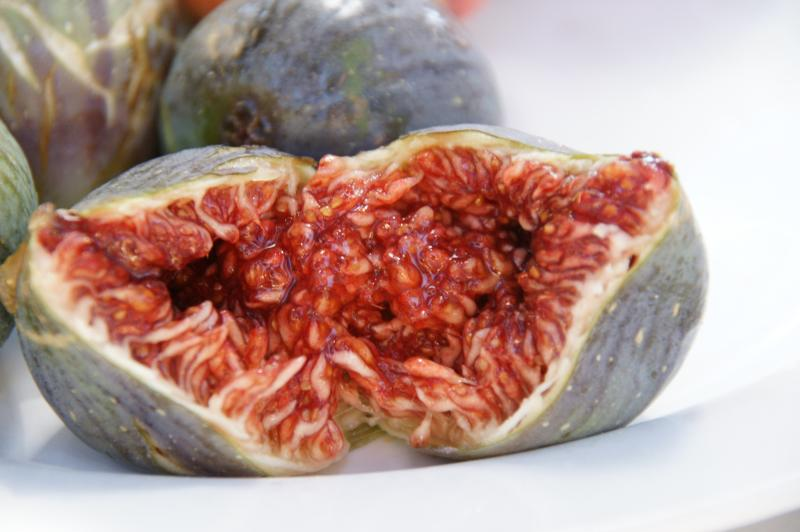
Higo 'Azendjar' de Cabilia.

Los Higos de Argelia se cosechan de cultivares de higueras de tipo 'Smyrna', 'San Pedro' e 'higo común' Ficus carica bíferas y uníferas, muy cultivados desde épocas inmemoriales en todo el territorio de clima mediterráneo. Se cultivan principalmente para la producción del higo seco paso, pero también se cosechan higos frescos.

## Ubicación
La producción de higos de Argelia se encuentra principalmente en las zonas de montaña, en suelos pobres, esquistos-margas o calizas en terrenos a menudo accidentados y que reciben muy poca atención.
Comprende altitudes entre los 600 y los 1200 metros, en un paisaje caracterizado por fuertes pendientes y un clima semiárido

## Historia
Esta pertenece a la Argelia mediterránea semiárida por lo que sus variedades de higueras se sentirán cómodas en cualquier ubicación.
Las higueras que aquí se cultivan, cuentan con la ventaja de encontrarse en unas de las comarcas desde antaño más aisladas y gracias a venirse cultivando a gran escala desde el Neolítico, a través de prospecciones y selecciones de clones "no centralizadas, ni dirigidas".
En Argelia ni siquiera tiene mucha cabida hablar de variedades con clones muy específicos, más bien son distintas tipologías de higos cultivados y perfectamente representativas de lo que sería una población natural.
El área principal de producción se encuentra en la región de Beni Maouche, comuna de la wilaya de Béjaïa en Cabilia. Aquí se celebra anualmente (en otoño) desde hace unos años la « “Tamaghra n´Tazarth” » (fiesta del higo) que son un par de jornadas donde se hacen exposiciones y venta de higos frescos y de productos derivados de las variedades de higos cultivadas en la zona. Se hacen diversos talleres y actividades ligadas a los higos y a su promoción en distintos ámbitos.

## Cultivo de la higuera en Argelia
Dentro del ranking mundial de producción de higos, Argelia ocupa el tercer puesto detrás de Turquía, el mayor productor de higos del mundo con 305,450 toneladas, Egipto con 167,622 tn, y Argelia con 131,798 tn., seguido de Irán con 70,178 tn.
La higuera ocupa en Argelia un área de más de 41,000 ha, o el 5% del patrimonio nacional arboricultural. La producción se estima en 131,798 toneladas, alcanzando un rendimiento promedio de 1.2 toneladas / ha. El cultivo de la higuera está en declive, a menudo reemplazado por cereales o tabaco. Presenta además una gran erosión genética por haber prescindido en su polinización de diferentes variedades de cabrahigos ya que actualmente se caprifica con siconos comprados en el mercado y no con cabrahigos sembrados junto a las higueras femeninas.
De 2003 a 2007, la producción media nacional de higos fue alrededor de 131,798 toneladas.

## Variedades de higueras en Argelia
Actualmente hay una gran cantidad de variedades en Argelia y probablemente mucha sinonimia.
Las variedades argelinas han sido descritas por varios autores y botánicos como MAURI (1939, 1942), MANN (1939, 1942), TRABUT (1904) et MAZIERES (1920).
Según un censo preparado por el « “Institut Technique de l'arboriculture fruitière” » (ITAF, Argelia), hay 37 variedades de higos en Argelia. La monografía producida en 1955 por Ira J. Condit encontró no menos de 43 variedades incluyendo 17 cabrahigos y 26 variedades comestibles.
Con la excepción de 'Akartadjniout' ('La Carthaginoise') de tipo 'Smyrna' que da fruto de pequeño tamaño en otoño, muy apropiado para hacer bombón de higo recubierto de chocolate, todas las otras variedades son bíferas, es decir, tienen una fruta de verano (mediados de junio a julio) y una segunda cosecha (de mediados de agosto a septiembre). Todas las demás variedades son del tipo San Pedro y requieren un polinizador fructífero para septiembre-octubre, que es cuando produce la mayor cantidad de fruta. La polinización (caprificación) implica la plantación próximo a los higos femeninos de un Cabrahigo para asegurar la polinización por un insecto, los Blastophaga psenes. Tres a cinco caprificadores aseguran la caprificación de cien higos hembra.
| Cultivar                                                                                            | N.º de cosechas                                 | Uso                                                                | Vigencia del cultivo                                                     |
| --------------------------------------------------------------------------------------------------- | ----------------------------------------------- | ------------------------------------------------------------------ | ------------------------------------------------------------------------ |
| Higuera „Azendjar“ color violeta negro puntillado blanco                                            | 2, bífera (junio a julio y agosto a septiembre) | Secado de los higos para su venta o transformación.                | Variedad predominante, plantada sola o en asociación con otros frutales. |
| Higuera „Abgait“ Color variegado violeta, verde, rojizo                                             | 2, bífera (junio a julio y agosto a septiembre) | Secado de los higos para su venta o transformación.                | Común, presente en plantaciones de higueras de pasa y en huertas.        |
| Higuera „Tameriout Verte“ Verde                                                                     | 2, bífera (junio a julio y agosto a septiembre) | Secado de los higos para su venta o transformación.                | Presencia común en las huertas.                                          |
| Higuera „Taranimt“ verde fuerte                                                                     | 2, bífera (junio a julio y agosto a septiembre) | Secado de los higos para su venta o transformación.                | Común, presente en plantaciones de higueras de pasa y en huertas.        |
| Higuera „Akartadjniout“ o „La Carthaginoise“ violeta negro, aguanta fresco más que otras variedades | 1, unífera (otoño, de septiembre a noviembre)   | Higos para su venta en fresco o transformados en bombón chocolate. | Presencia común en las huertas.                                          |
| Higuera „Akhomri“ verde con mancha rojiza                                                           | 2, bífera (junio a julio y agosto a septiembre) | Autoconsumo de brevas frescas.                                     | Presencia común en las huertas.                                          |
| Higuera „Abierouss“ verde amarillento                                                               | 2, bífera (junio a julio y agosto a septiembre) | Autoconsumo de higos frescos, tienen buenas aptitudes para secado. | Presencia común en las huertas.                                          |
| Higuera „Ajlili“ negro punteado blanco                                                              | 2, bífera (junio a julio y agosto a septiembre) | Autoconsumo de higos frescos.                                      | Rara, presente en algunas huertas.                                       |
| Higuera „Averkhane“ azul                                                                            | 2, bífera (junio a julio y agosto a septiembre) | Autoconsumo de higos frescos o secos.                              | Común, presente en plantaciones de higueras de pasa y en huertas.        |
| Higuera „Tameriout Jaune“ amarillo                                                                  | 2, bífera (junio a julio y agosto a septiembre) | Autoconsumo de higos frescos.                                      | Presencia común en las huertas.                                          |
| Higuera „Bouankik“ violeta oscuro                                                                   | 2, bífera (junio a julio y agosto a septiembre) | Autoconsumo de higos frescos o secos.                              | Rara, presente en algunas huertas y plantaciones de higueras de pasa.    |
| Higuera „If Ouakli“ violeta                                                                         | 2, bífera (junio a julio y agosto a septiembre) | Autoconsumo de higos frescos.                                      | Rara, presente en algunas huertas.                                       |
| Higuera „Bakor“ amarillo                                                                            | 2, bífera (junio a julio y agosto a septiembre) | Autoconsumo de higos frescos.                                      | Rara, presente en algunas huertas.                                       |
| Higuera „Tahayount´s“ amarillo variegado rojizo                                                     | 2, bífera (junio a julio y agosto a septiembre) | Autoconsumo de higos frescos.                                      | Rara, presente en algunas huertas.                                       |
| Higuera „Tazougaghth“ violeta rojizo con un gran ostiolo                                            | 2, bífera (junio a julio y agosto a septiembre) | Autoconsumo de higos frescos.                                      | Rara, presente en algunas huertas.                                       |

Entre los Cabrahigos que existen cultivados en Argelia hay 17 variedades que se diferencian según el color de la piel y de la pulpa: 
- 'Adoukar' con la pulpa violeta y piel verde (7 variedades)
- 'Taamriout' de color verde y de pulpa blanca
- 'El-Ghoudani' de color negro, de pulpa blanca muy dulce
- 'Adjaaffar' de color violeta
- 'El-hanout'
- 'Tit N'Tsekourt' («Yeux de perdrix»).
- 'Amellal' blanco
- 'Abekane' negro.[4]

## Figue sèche de Beni Maouche
Los higos secos cultivados en la región de Beni Maouche, obtuvieron el 22 de noviembre de 2016, al mismo tiempo que el deglet nour de Tolga, la etiqueta IG (Indication géographique) en Argelia,

figues de Beni Maouche
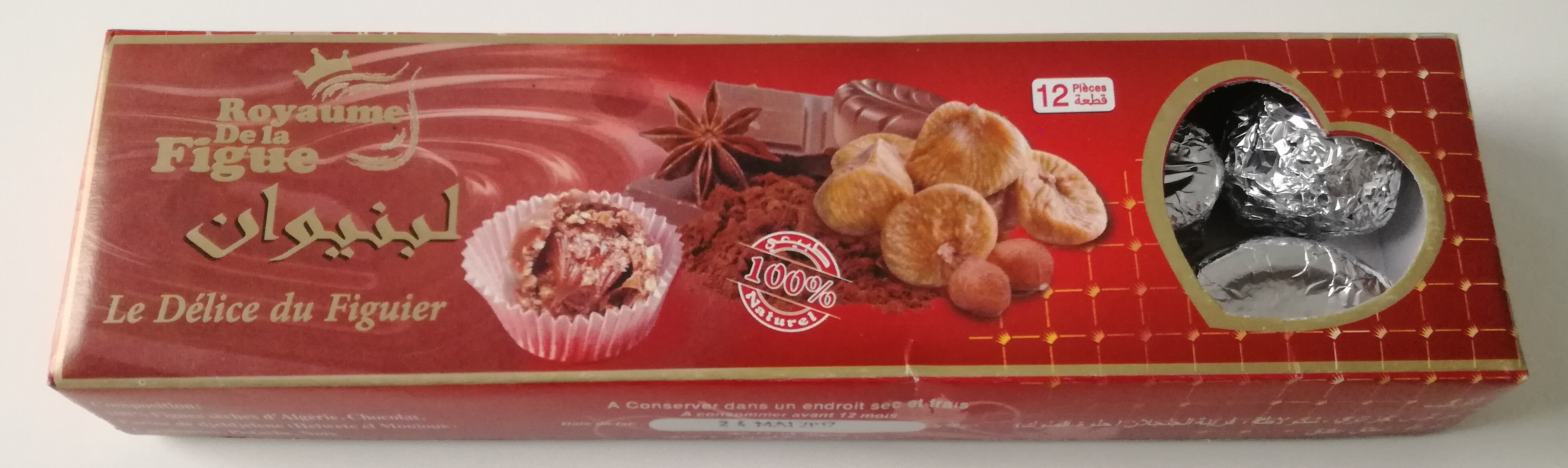
Higos-chocolate de Beni Maouche.
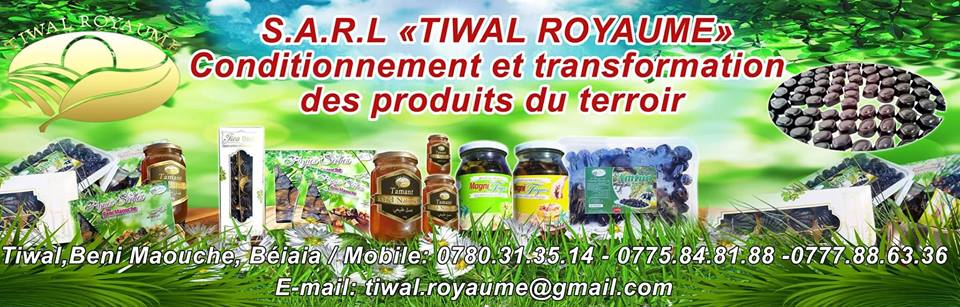
SARL Tiwal Royaume.